# Camille Blanc (maire)
Pour les articles homonymes, voir Camille Blanc et Blanc (homonymie).
Camille Blanc, né le 26 février 1911 à Thonon-les-Bains et mort le 31 mars 1961 à Évian-les-Bains, assassiné par l'OAS, est un homme politique et résistant français.

## Parcours politique
Membre de la Résistance, il fait partie du comité local de libération.
Maire socialiste (SFIO) d'Évian-les-Bains, président de la commission administrative (1945-1961), il avait été élu en 1945 puis réélu en 1947, 1953 et 1959. Selon le site de la ville d'Evian, il était appelé « l’homme des congrès » parce qu'il œuvrait partout pour la renommée de sa ville. Pacifiste convaincu, il a œuvré pour la paix en Algérie.
Il a fait bâtir de nombreux équipements municipaux dont l'hôpital qui porte son nom et le palais des festivités, qui est le palais des congrès d'Évian-les-Bains.
Combattant durant la guerre 1939-1945, il avait été affilié à un réseau de résistance.

## Assassinat
La ville d'Évian-les-Bains a déjà été la ville d'un défi historique : celui de la définition des conditions de paix en Algérie. Camille Blanc est assassiné en 1961 par l'Organisation armée secrète parce qu'il avait accepté que la conférence pour la signature des accords de paix en Algérie ait lieu à Évian-les-Bains.

## Décorations
- Chevalier de la Légion d'honneur à titre posthume[8]
- Croix de guerre 1939–1945
- Médaille de la Résistance française[9]
- Médaille de la Reconnaissance française
- Chevalier de l'ordre de la Santé publique (1955)[10]
- Officier de l'ordre du Mérite touristique (1954)[11]